# Staffan Westerlund
Pour les articles homonymes, voir Westerlund.
Staffan Westerlund, né le 5 mars 1942 en Suède et mort le 22 mars 2012, est un avocat, un professeur en droit de l'environnement et en écologie, ainsi qu'un écrivain suédois, auteur de roman policier.

## Biographie
Juriste de formation, il est professeur en droit de l'environnement et en écologie à la faculté de droit de l'université d'Uppsala. Il est considéré comme l'un des principaux contributeurs au développement du champ du droit de l'environnement en Suède et a exercé une influence notable sur la recherche juridique de l'environnement en Scandinavie. Dès 1971, il publie de nombreux ouvrages dans ce domaine juridique et sur l'écologie.
À partir de 1983, il devient également l'auteur d'une dizaine de romans policiers, dont deux sont traduits en France, ayant pour héroïne la belle et cérébrale avocate Inga-Lisa Östergren. Dans L'Institut de recherches, un gardien, deux chercheurs et un journaliste meurent dans des circonstances suspectes. L'enquête révèle des liens entre ces meurtres et un laboratoire qui cultive un nouveau virus. Ce roman s'inscrit dans la veine dénonciatrice du roman policier suédois, inaugurée par l'œuvre de Maj Sjöwall et Per Wahlöö, que prolonge Henning Mankell et son commissaire Kurt Wallander.
Staffan Westerlund remporte en 1984 et 1986 le prix du meilleur roman policier suédois.

## Œuvres

### Romans policiers

#### SérieInga-Lisa Östergren
- Institutet (1983) Publié en français sous le titre L'Institut de recherches, traduit par Philippe Bouquet, Paris, Christian Bourgois éditeur, 1994,  (ISBN 2267011042) ; réédition, Paris, 10/18 no 2726, 1996 ; réédition, Paris, Gallimard, Folio policier no 358, 2005
- Svärtornas år (1984)
- Sång för Jenny (1985) Publié en français sous le titre Chant pour Jenny, traduit par Philippe Bouquet, Paris, Christian Bourgois éditeur, 1994,  (ISBN 2267010895) ; réédition, Paris, 10/18 no 2816, 1997 ; réédition, Paris, Gallimard, Folio policier no 369, 2005
- Större än sanningen (1986)
- Att bara försvinna (1987)
- Baktändning (1988)
- Skymningsläge: berättelser (1990)
- Ljusa sjöar (1992)
- 0-lösningen (1994)
- Rörligt mål (2003)

### Ouvrages de droit et d'écologie
- Miljöskyddslagstiftning och välfärden (1971)
- Planering: en skrift om planeringslagstiftning och markanvändning (1974)
- Miljöfarlig verksamhet: rättstekniska studier av de centrala tillåtlighetsreglerna i miljöskyddslagen på grundval av teori och praxis (1975)
- Planlagstiftningen (1978)
- Naturvård och pågående markanvändning: en undersökning av naturvårdslagens ersättningsregler (1980)
- Miljöeffektbeskrivningar: en undersökning av USA:s och Sveriges rättsregler för beslutsunderlag inför miljöpåverkande beslut (1981)
- Kommentar till miljöskyddslagen (1981)
- Tillståndsärenden om miljöfarlig verksamhet: handledning för SNF:s kretsar och länsförbund om tillståndsprövning enligt miljöskyddslagen (1982)
- Vitbok: beslutet om Forsmarkslagret för låg- och medelaktivt avfall (1983)
- Lagen om kemiska produkter: kommentar (1985)
- Miljörättsliga grundfrågor (1987)
- Grunderna i plan- och bygglagen & naturresurslagen (1987)
- Kärnkraften är stoppad (1987)
- Avfallsreglering i svensk rätt (1988)
- Rätt och miljö (1988)
- Miljöskyddslagen: en analytisk lagkommentar (1990)
- EG:s miljörätt ur svenskt perspektiv (1991)
- EG och makten över miljön (1992)
- Grunderna i plan- & marklagstiftningen (1992)
- Vattenlagen och miljöbalken: en grovskiss till samordning mellan vattenrättsliga bestämmelser och en modern miljöbalk (1993)
- En hållbar rättsordning: rättsvetenskapliga paradigm och tankevändor (1997)
- Miljörättsliga grundfrågor 2.0 (2003)
- Miljörätt: basboken (2004)

## Sources
- Claude Mesplède, Dictionnaire des littératures policières, vol. 2 : J - Z, Nantes, Joseph K, coll. « Temps noir », 2007, 1086 p. (ISBN 978-2-910-68645-1, OCLC 315873361), p. 1011.